# Pierre-Marcel Rousselin
Pierre-Marcel Rousselin est un homme politique français né le 16 janvier 1788 à Caen (Calvados) et décédé le 27 mai 1863 à Rully (Calvados).
Magistrat, il est conseiller auditeur à la cour d'appel de Caen en 1813, puis devient avocat en 1818. Il est nommé procureur général de cette cour d'appel le 16 août 1830 et premier président en 1835. Il est nommé pair de France le 21 septembre 1845.

## Source
« Pierre-Marcel Rousselin », dans Adolphe Robert et Gaston Cougny, Dictionnaire des parlementaires français, Edgar Bourloton, 1889-1891 [détail de l’édition]